# Tungufell (berg i Island, Norðurland eystra)
Tungufell är ett berg i republiken Island. Det ligger i regionen Norðurland eystra, 230 km nordost om huvudstaden Reykjavík. Toppen på Tungufell är 803 meter över havet, eller 82 meter över den omgivande terrängen. Bredden vid basen är 4,2 km.
Trakten runt Tungufell är nära nog obefolkad, med mindre än två invånare per kvadratkilometer. Det finns inga samhällen i närheten. Trakten runt Tungufell består i huvudsak av gräsmarker.